# Coruscant
Coruscant (pronuncia: Còrussant) è un pianeta immaginario della saga fantascientifica di Guerre stellari. Il pianeta è stato modificato artificialmente, rendendolo un luogo più piacevole in cui vivere.
Questo pianeta è stato ispirato dal pianeta immaginario Trantor dell'universo di Isaac Asimov delle Fondazioni, nei contenuti speciali del film Star Wars: Episodio II - L'attacco dei cloni viene citata anche la Los Angeles di Blade Runner di Ridley Scott come fonte di ispirazione. Il nome del pianeta compare per la prima volta nel romanzo dell'Universo espanso L'erede dell'Impero di Timothy Zahn, anche se lo stesso aveva già fatto una sua apparizione cinematografica nell'edizione speciale della trilogia classica.
Viene quasi all'unanimità considerato il centro nevralgico della Galassia: esso è sede nel corso del tempo della Vecchia Repubblica e dell'Impero Galattico. È inoltre il centro di navigazione della Galassia, essendo le sue coordinate iperspaziali (0,0,0); da qui deriva la designazione militare di "Triplo Zero".
La sua posizione e la sua popolosità lo rendono il centro delle più importanti rotte commerciali, oltre che il pianeta più ricco e influente della Galassia.

## Origine del nome
Il nome deriva dal Latino "coruscans, -antis", participio presente di "coruscare" ("brillare") e significa "brillante", in riferimento al suo aspetto notturno visto dallo spazio.

## Aspetto
(Ric Olié, Star Wars Episodio I - La minaccia fantasma)
L'intera superficie di Coruscant è un'immensa città, che si è andata costruendo e rinnovando su sé stessa durante migliaia e migliaia di anni. Nuovi edifici vengono costruiti su quelli vecchi a un ritmo incessante, lasciando sostanzialmente nessun tratto di terreno esposto. Questo ha senza dubbio favorito lo sviluppo, nei livelli inferiori, di un'intricata rete criminale con tutte le conseguenze che essa ha portato con sé. Nei livelli superiori sono invece situati gli uffici governativi, le zone residenziali più ricche, le zone commerciali e naturalmente la famosa cupola del Senato Galattico. In media i grattacieli che ricoprono la superficie di Coruscant sono alti da 4.500 ai 6.000 metri e occupano una superficie di qualche ettaro.
L'ufficio del Cancelliere Supremo Palpatine è situato nei Palazzi Senatoriali, il cui ingresso è caratterizzato da grandi corridoi colonnati; l'ufficio è un'ampia sala circolare rivestita tutta in prezioso tessuto rosso e abbellita da statue e fioche lampade acquistate dal Cancelliere nei suoi numerosi viaggi per la Galassia. Nella parte più importante della sala vi è situata la grande scrivania di Palpatine e dietro vi è una lunghissima e ampia vetrata che mostra il panorama urbano della città e simboleggia come le decisioni del Senato ricadano sull'intero Sistema. Questa vetrata verrà distrutta durante lo scontro tra Mace Windu e Darth Sidious, nel quale il Signore dei Sith uccide lo Jedi con potenti cariche elettriche, capacità data dalla sua grande conoscenza del Lato Oscuro della Forza. Vicino ai Palazzi Senatoriali vi è anche l'appartamento della Senatrice Padmé. Ovviamente la vita non è particolarmente facile neanche nei livelli superiori. Il traffico incessante dei suoi trilioni di abitanti crea un caos sostanzialmente continuo, nonché un notevole tasso d'inquinamento, per combattere il quale sono stati posti numerosi depuratori in orbita attorno al pianeta. Un altro grave inconveniente a cui gli ingegneri hanno dovuto porre rimedio è stato l'approvvigionamento d'acqua degli abitanti, per il quale sono state costruite condutture attraverso le quali viene pompato ghiaccio solido proveniente dalle calotte polari, nelle quali è conservata sostanzialmente tutta l'acqua presente sul pianeta. Sono stati anche costruiti degli ecosistemi artificiali in enormi edifici disseminati per il pianeta.
Nella terza stagione di The Mandalorian, viene mostrata una sporgenza rocciosa monumentale chiamata Picco di Umate, definita «la montagna più alta di Coruscant», apparentemente l'unica parte della superficie rocciosa del pianeta ancora non invasa da alcuna costruzione artificiale.

## Storia
Il pianeta è il primo luogo interessato dal colpo di Stato di Palpatine, che vede sorgere un Impero da ciò che era stato fino ad allora una Repubblica (successivamente chiamata Vecchia Repubblica) e i Jedi trasformati, da protettori della Galassia, in criminali da eliminare. Il Tempio Jedi è teatro dell'eradicamento dell'Ordine, che prende il nome di "Grande Purga", alla quale pochissimi Jedi sopravvivono.
Durante il periodo imperiale, sotto il dominio di Palpatine, il pianeta assume un aspetto quasi spettrale. La sagoma del Palazzo Imperiale, di forma piramidale, domina su tutto il pianeta. L'Imperatore fa costruire migliaia di impianti di sorveglianza, e diversi scudi energetici sono posti in orbita attorno al pianeta. Nei punti in cui questi scudi si sovrappongono, hanno luogo tremende tempeste. Un'altra delle novità introdotte da Palpatine e dai suoi ingegneri sono degli enormi droidi costruttori, delle dimensioni di un grattacielo, utilizzati per ingoiare letteralmente gli edifici vecchi e fatiscenti, riciclarne i materiali e costruire nuovi edifici.
Nella versione del 2004 de Il ritorno dello Jedi si vedono gli abitanti di Coruscant festeggiare la caduta dell'Impero abbattendo la gigantesca statua dell'imperatore Palpatine.

## Apparizioni

### Cinema
- Star Wars: Episodio I - La minaccia fantasma
- Star Wars: Episodio II - L'attacco dei cloni
- The Clone Wars
- Star Wars: Episodio III - La vendetta dei Sith
- Rogue One: A Star Wars Story
- Il ritorno dello Jedi

### Televisione
- Star Wars: Clone Wars (2003-2005) serie televisiva
- The Clone Wars (2008-2020) serie televisiva
- Star Wars Rebels (2014-2018) serie televisiva
- Obi-Wan Kenobi (2022) miniserie televisiva
- Andor (2022) serie televisiva
- The Mandalorian (2019-in corso)
- La seguace (2024-in corso)

### Fumetti
- Star Wars: Darth Maul - Figlio di Dathomir
- Star Wars: Dart Fener

### Libri
- I signori dei Sith
- Tarkin

## Star Wars Legends
Nell'Universo espanso è sede della Nuova Repubblica e dell'Impero degli yuuzhan vong.
Molti xenoarcheologi ritengono che Coruscant sia stata la prima culla della razza umana, ma non sono ancora in possesso di una prova innegabile. Ciò che invece pare attestato, è l'anno in cui Coruscant avrebbe assunto l'aspetto di pianeta-città che conosciamo. Questo sarebbe avvenuto attorno al 100.000 BBY. Inoltre Coruscant sarebbe stato il luogo di nascita delle razze ormai scomparse Zhell e Taung. Nessuna delle due riuscì mai a sviluppare una tecnologia per il viaggio spaziale e si dispersero successivamente senza mai lasciare il pianeta.
Nel 25.000 BBY Coruscant è il luogo in cui viene firmata la prima Costituzione Galattica e quindi il luogo di nascita della Repubblica Galattica. Questo fa supporre che Coruscant sia all'epoca il pianeta più ricco e influente della Galassia.
Dopo la morte di Palpatine e la fine dei signori della guerra che si succedono dopo di lui alla guida di un Impero allo sbando, la Nuova Repubblica nata dalle vittorie dell'Alleanza Ribelle riporta il pianeta al suo antico splendore, rieleggendolo a punto nevralgico della Galassia.